# PHP Solutions
PHP Solutions (phpsolmag) – miesięcznik poświęcony webmasteringowi i zagadnieniom związanym z językiem PHP. Artykuły pisane są przez osoby współpracujące z wydawnictwem (nienależące do redakcji). Większość publikacji ukazuje się w formie tutoriali i warsztatów.